# Kyllingiella
Kyllingiella  R.W.Haines&Lye é um género botânico pertencente à família Cyperaceae.

## Espécies
- Kyllingiella microcephala
- Kyllingiella ugandensis